# Chlorophorus amoenus
Chlorophorus amoenus là một loài bọ cánh cứng trong họ Cerambycidae.